# مرحله حذفی جام آمریکای مرکزی کونکاکاف ۲۰۲۴
مرحله حذفی جام آمریکای مرکزی کونکاکاف ۲۰۲۴ از ۲۴ سپتامبر تا ۴ دسامبر ۲۰۲۴ برگزار شد. در مجموع هشت تیم در مرحله حذفی برای تعیین قهرمان جام آمریکای مرکزی کونکاکاف ۲۰۲۴ به رقابت پرداختند.

## تیم‌های راه یافته
تیم‌های اول و دوم هر یک از چهار گروه مرحله گروهی به مرحله یک‌چهارم نهایی راه یافتند.
| گروه | تیم اول   | تیم دوم      |
| ---- | --------- | ------------ |
| A    | هردیانو   | موتاگوا      |
| B    | آلاخولنسه | کامیونیکیشنس |
| C    | آگویلا    | آنتیگوا      |
| D    | ساپریسا   | رئال استیلی  |

### سیدبندی
تیم‌ها بر اساس نتایج مرحله گروهی در سیدهای  ۱ تا ۸ قرار گرفتند و جایگاه آنها در یک جدول ثابت تعیین شد. به عنوان مثال، اولین نیمه نهایی بین برنده بازی ۱ در مقابل ۸ در یک‌چهارم نهایی و برنده بازی ۴ در مقابل ۵ در یک‌چهارم نهایی برگزار شد. برای هر دور، میزبان بازی برگشت بر اساس عملکرد در تمام دورهای قبلی، از جمله مرحله گروهی، تعیین می‌شد.

## فرمت
مرحله حذفی به صورت تک‌حذفی و با قوانین زیر برگزار شد:
- هر بازی به صورت رفت و برگشت برگزار شد. تیم میزبان بازی برگشت در هر بازی به صورت جداگانه برای هر دور به شرح زیر تعیین شد:
  - در مرحله یک چهارم نهایی، تیم‌های برنده گروه میزبان بازی برگشت بودند.
  - در نیمه نهایی و بازی‌های پلی آف، تیم‌های با رتبه بالاتر بر اساس مجموع امتیازات جمع شده در مرحله گروهی و یک چهارم نهایی میزبان بازی برگشت بودند.
  - در فینال، تیم با رتبه بالاتر بر اساس مجموع امتیازات جمع شده در مرحله گروهی، یک‌چهارم نهایی و نیمه نهایی میزبان بازی برگشت بود.
- در یک‌چهارم نهایی و نیمه نهایی، در صورت تساوی در نتیجه، از قانون گل زده در خانه حریف استفاده می‌شد. در صورت تساوی، ضربات پنالتی مستقیماً برای تعیین برنده استفاده می‌شد.
- در بازی‌های پلی آف و فینال، اگر مجموع دو بازی مساوی شود، قانون گل زده در خانه حریف اعمال می‌شود. اگر همچنان مساوی باشد، ۳۰ دقیقه وقت اضافه بدون قانون گل زده در خانه حریف در این مدت بازی خواهد شد. اگر پس از وقت اضافه نیز مساوی باشد، از ضربات پنالتی برای تعیین برنده استفاده می‌شود.

## نمودار
نمودار مراحل نهایی به شرح زیر تعیین شد:.
| - بازی چ‌ن۱: تیم سید ۱ در برابر تیم سید ۸ - بازی چ‌ن۲: تیم سید ۴ در برابر تیم سید ۵ | - بازی چ‌ن۳: تیم سید ۲ در برابر تیم سید ۷ - بازی چ‌ن۴: تیم سید ۳ در برابر تیم سید ۶ |

| - بازی پ‌آ۱: بازنده چ‌ن۱ در برابر بازنده چ‌ن۲ | - بازی پ‌آ۲: بازنده چ‌ن۳ در برابر بازنده چ‌ن۴ |

| - بازی ن‌ن۱: برنده چ‌ن۱ در برابر برنده چ‌ن۲ | - بازی ن‌ن۲: برنده چ‌ن۳ در برابر برنده چ‌ن۴ |

نمودار بر اساس سیدبندی مرحله یک‌چهارم نهایی تعیین شد.
|  |              |              |        |                |        |             |              |               |               |               |                    |                    |   |   |            |            |            |            |            |  |  |       |       |       |       |       |
|  | پلی آف       | پلی آف       | پلی آف | پلی آف         | پلی آف |             |              | یک‌چهارم نهایی | یک‌چهارم نهایی | یک‌چهارم نهایی | یک‌چهارم نهایی      | یک‌چهارم نهایی      |   |   | نیمه نهایی | نیمه نهایی | نیمه نهایی | نیمه نهایی | نیمه نهایی |  |  | فینال | فینال | فینال | فینال | فینال |
|  | پلی آف       | پلی آف       | پلی آف | پلی آف         | پلی آف |             |              | یک‌چهارم نهایی | یک‌چهارم نهایی | یک‌چهارم نهایی | یک‌چهارم نهایی      | یک‌چهارم نهایی      |   |   | نیمه نهایی | نیمه نهایی | نیمه نهایی | نیمه نهایی | نیمه نهایی |  |  | فینال | فینال | فینال | فینال | فینال |
|  |              |              |        |                |        |             |              |               |               |               |                    |                    |   |   |            |            |            |            |            |  |  |       |       |       |       |       |
|  |              |              |        |                |        |             |              |               |               |               |                    |                    |   |   |            |            |            |            |            |  |  |       |       |       |       |       |
|  | ۷            | رئال استیلی  | ۲      | ۰              | ۲      |             |              |               |               |               |                    |                    |   |   |            |            |            |            |            |  |  |       |       |       |       |       |
|  | ۷            | رئال استیلی  | ۲      | ۰              | ۲      |             |              |               |               |               |                    |                    |   |   |            |            |            |            |            |  |  |       |       |       |       |       |
|  |              |              |        |                |        |             |              | ۲             | آگویلا        | ۱             | ۰                  | ۱                  |   |   |            |            |            |            |            |  |  |       |       |       |       |       |
|  |              |              |        |                |        |             |              | ۲             | آگویلا        | ۱             | ۰                  | ۱                  |   |   |            |            |            |            |            |  |  |       |       |       |       |       |
|  | آگویلا       | آگویلا       | ۰      | ۲              | ۲      |             |              |               |               |               | رئال استیلی (گ.ز.) | رئال استیلی (گ.ز.) | ۰ | ۲ | ۲          |            |            |            |            |  |  |       |       |       |       |       |
|  | آگویلا       | آگویلا       | ۰      | ۲              | ۲      |             |              |               |               |               | رئال استیلی (گ.ز.) | رئال استیلی (گ.ز.) | ۰ | ۲ | ۲          |            |            |            |            |  |  |       |       |       |       |       |
|  | موتاگوا      | موتاگوا      | ۲      | ۲              | ۴      |             |              |               |               |               |                    |                    |   |   | هردیانو    | هردیانو    | ۰          | ۲          | ۲          |  |  |       |       |       |       |       |
|  | موتاگوا      | موتاگوا      | ۲      | ۲              | ۴      |             |              |               |               |               |                    |                    |   |   | هردیانو    | هردیانو    | ۰          | ۲          | ۲          |  |  |       |       |       |       |       |
|  |              |              |        |                |        | ۶           | موتاگوا      | ۲             | ۰             | ۲             |                    |                    |   |   |            |            |            |            |            |  |  |       |       |       |       |       |
|  |              |              |        |                |        | ۶           | موتاگوا      | ۲             | ۰             | ۲             |                    |                    |   |   |            |            |            |            |            |  |  |       |       |       |       |       |
|  |              |              | ۳      | هردیانو (گ.ز.) | ۲      | ۰           | ۲            |               |               |               |                    |                    |   |   |            |            |            |            |            |  |  |       |       |       |       |       |
|  |              |              | ۳      | هردیانو (گ.ز.) | ۲      | ۰           | ۲            |               |               |               |                    |                    |   |   |            |            |            |            |            |  |  |       |       |       |       |       |
|  |              |              |        |                |        | رئال استیلی | رئال استیلی  | ۱             | ۱             | ۲             |                    |                    |   |   |            |            |            |            |            |  |  |       |       |       |       |       |
|  |              |              |        |                |        | رئال استیلی | رئال استیلی  | ۱             | ۱             | ۲             |                    |                    |   |   |            |            |            |            |            |  |  |       |       |       |       |       |
|  |              |              |        |                |        |             |              | آلاخولنسه     | آلاخولنسه     | ۱             | ۲                  | ۳                  |   |   |            |            |            |            |            |  |  |       |       |       |       |       |
|  |              |              |        |                |        |             |              | آلاخولنسه     | آلاخولنسه     | ۱             | ۲                  | ۳                  |   |   |            |            |            |            |            |  |  |       |       |       |       |       |
|  | ۵            | آنتیگوا      | ۰      | ۳              | ۳      |             |              |               |               |               |                    |                    |   |   |            |            |            |            |            |  |  |       |       |       |       |       |
|  | ۵            | آنتیگوا      | ۰      | ۳              | ۳      |             |              |               |               |               |                    |                    |   |   |            |            |            |            |            |  |  |       |       |       |       |       |
|  |              |              |        |                |        |             |              | ۴             | ساپریسا       | ۰             | ۰                  | ۰                  |   |   |            |            |            |            |            |  |  |       |       |       |       |       |
|  |              |              |        |                |        |             |              | ۴             | ساپریسا       | ۰             | ۰                  | ۰                  |   |   |            |            |            |            |            |  |  |       |       |       |       |       |
|  | ساپریسا      | ساپریسا      | ۱      | ۳              | ۴      |             |              |               |               |               | آنتیگوا            | آنتیگوا            | ۰ | ۰ | ۰          |            |            |            |            |  |  |       |       |       |       |       |
|  | ساپریسا      | ساپریسا      | ۱      | ۳              | ۴      |             |              |               |               |               | آنتیگوا            | آنتیگوا            | ۰ | ۰ | ۰          |            |            |            |            |  |  |       |       |       |       |       |
|  | کامیونیکیشنس | کامیونیکیشنس | ۱      | ۱              | ۲      |             |              |               |               |               |                    |                    |   |   | آلاخولنسه  | آلاخولنسه  | ۰          | ۱          | ۱          |  |  |       |       |       |       |       |
|  | کامیونیکیشنس | کامیونیکیشنس | ۱      | ۱              | ۲      |             |              |               |               |               |                    |                    |   |   | آلاخولنسه  | آلاخولنسه  | ۰          | ۱          | ۱          |  |  |       |       |       |       |       |
|  |              |              |        |                |        | ۸           | کامیونیکیشنس | ۱             | ۱             | ۲             |                    |                    |   |   |            |            |            |            |            |  |  |       |       |       |       |       |
|  |              |              |        |                |        | ۸           | کامیونیکیشنس | ۱             | ۱             | ۲             |                    |                    |   |   |            |            |            |            |            |  |  |       |       |       |       |       |
|  |              |              | ۱      | آلاخولنسه      | ۲      | ۱           | ۳            |               |               |               |                    |                    |   |   |            |            |            |            |            |  |  |       |       |       |       |       |
|  |              |              | ۱      | آلاخولنسه      | ۲      | ۱           | ۳            |               |               |               |                    |                    |   |   |            |            |            |            |            |  |  |       |       |       |       |       |
|  |              |              |        |                |        |             |              |               |               |               |                    |                    |   |   |            |            |            |            |            |  |  |       |       |       |       |       |

## یک‌چهارم نهایی
در مرحله یک چهارم نهایی، تیم‌ها بر اساس نتایج خود در مرحله گروهی سیدبندی شدند، به طوری که تیم‌های اول گروه در سیدهای ۱ تا ۴ و تیم‌های دوم گروه در سیدهای ۵ تا ۸ قرار گرفتند. تیم‌های اول گروه میزبان بازی برگشت بودند.

| سید | گروه | تیم          | بازی | برد | مساوی | باخت | گل زده | گل خورده | گل تفاضل | امتیاز | بازی‌ها   |
| --- | ---- | ------------ | ---- | --- | ----- | ---- | ------ | -------- | -------- | ------ | -------- |
| ۱   | B    | آلاخولنسه    | ۴    | ۴   | ۰     | ۰    | ۱۱     | ۶        | ۵+       | ۱۲     | بازی چ‌ن۱ |
| ۲   | C    | آگویلا       | ۴    | ۳   | ۱     | ۰    | ۱۰     | ۱        | ۹+       | ۱۰     | بازی چ‌ن۳ |
| ۳   | A    | هردیانو      | ۴    | ۳   | ۱     | ۰    | ۴      | ۱        | ۳+       | ۱۰     | بازی چ‌ن۴ |
| ۴   | D    | ساپریسا      | ۴    | ۳   | ۰     | ۱    | ۶      | ۲        | ۴+       | ۹      | بازی چ‌ن۲ |
|     |      |              |      |     |       |      |        |          |          |        |          |
| ۵   | C    | آنتیگوا      | ۴    | ۲   | ۲     | ۰    | ۷      | ۳        | ۴+       | ۸      | بازی چ‌ن۲ |
| ۶   | A    | موتاگوا      | ۴    | ۲   | ۱     | ۱    | ۹      | ۶        | ۳+       | ۷      | بازی چ‌ن۴ |
| ۷   | D    | رئال استیلی  | ۴    | ۲   | ۱     | ۱    | ۶      | ۳        | ۳+       | ۷      | بازی چ‌ن۳ |
| ۸   | B    | کامیونیکیشنس | ۴    | ۲   | ۱     | ۱    | ۵      | ۴        | ۱+       | ۷      | بازی چ‌ن۱ |

### خلاصه
بازی‌های رفت در تاریخ ۲۴ تا ۲۶ سپتامبر و بازی‌های برگشت در تاریخ ۱ تا ۳ اکتبر ۲۰۲۴ برگزار شدند.
| تیم ۱        | نتیجه نهایی | تیم ۲     | بازی رفت | بازی برگشت |
| ------------ | ----------- | --------- | -------- | ---------- |
| کامیونیکیشنس | ۲–۳         | آلاخولنسه | ۱–۲      | ۱–۱        |
| آنتیگوا      | ۳–۰         | ساپریسا   | ۰–۰      | ۳–۰        |
| رئال استیلی  | ۲–۱         | آگویلا    | ۲–۱      | ۰–۰        |
| موتاگوا      | ۲–۲ (گ.ز.)  | هردیانو   | ۲–۲      | ۰–۰        |

### مسابقات
| کامیونیکیشنس | ۱–۲   | آلاخولنسه                |
| ------------ | ----- | ------------------------ |
| - Mejía ۳'   | گزارش | - Campos ۵۲' - Toril ۵۵' |

| آلاخولنسه                       | ۱–۱   | کامیونیکیشنس |
| ------------------------------- | ----- | ------------ |
| - Anderson Canhoto ۳۷' (پنالتی) | گزارش | - Casas ۴۳'  |

آلاخولنسه در مجموع ۳–۲ برنده شد، به نیمه نهایی راه یافت و حداقل برای مرحله اول جام قهرمانان کونکاکاف ۲۰۲۵ واجد شرایط شد. کامیونیکیشنس به مرحله پلی آف راه یافت.
| آنتیگوا | ۰–۰   | ساپریسا |
| ------- | ----- | ------- |
|         | گزارش |         |

| ساپریسا | ۰–۳   | آنتیگوا                         |
| ------- | ----- | ------------------------------- |
|         | گزارش | - Gómez ۵'، ۸۴' - Bradley ۹۰+۵' |

آنتیگوا در مجموع ۳–۰ برنده شد، به نیمه نهایی راه یافت و حداقل برای مرحله اول جام قهرمانان کونکاکاف ۲۰۲۵ واجد شرایط شد. ساپریسا به مرحله پلی آف راه یافت.
| رئال استیلی                | ۲–۱   | آگویلا  |
| -------------------------- | ----- | ------- |
| - Vieyra ۲۰' - Bonilla ۳۷' | گزارش | Sosa ۴' |

| آگویلا | ۰–۰   | رئال استیلی |
| ------ | ----- | ----------- |
|        | گزارش |             |

رئال استیلی در مجموع ۲–۱ برنده شد، به نیمه نهایی راه یافت و حداقل برای مرحله اول جام قهرمانان کونکاکاف ۲۰۲۵ واجد شرایط شد. آگویلا به مرحله پلی آف راه یافت.
| موتاگوا                         | ۲–۲   | هردیانو                      |
| ------------------------------- | ----- | ---------------------------- |
| - Castillo ۳' - R. Auzmendi ۷۹' | گزارش | - González ۴۷' - Rubio ۹۰+۷' |

| هردیانو | ۰–۰   | موتاگوا |
| ------- | ----- | ------- |
|         | گزارش |         |

۲–۲ در مجموع. هردیانو با گل زده بیشتر در خانه حریف برنده شد، به نیمه نهایی راه یافت و حداقل برای مرحله اول جام قهرمانان کونکاکاف ۲۰۲۵ واجد شرایط شد. موتاگوا به مرحله پلی آف راه یافت.

## پلی آف
در مرحله پلی‌آف، تیمی که عملکرد بهتری در تمام مراحل قبلی (مرحله گروهی و یک‌چهارم نهایی) داشته باشد، میزبان بازی برگشت خواهد بود.

| رتبه    | تیم          | بازی | برد | مساوی | باخت | گل زده | گل خورده | گل تفاضل | امتیاز | میزبان     |
| ------- | ------------ | ---- | --- | ----- | ---- | ------ | -------- | -------- | ------ | ---------- |
| ۱ (پ‌آ۱) | ساپریسا      | ۶    | ۳   | ۱     | ۲    | ۶      | ۵        | ۱+       | ۱۰     | بازی برگشت |
| ۲ (پ‌آ۱) | کامیونیکیشنس | ۶    | ۲   | ۲     | ۲    | ۷      | ۷        | ۰        | ۸      | بازی رفت   |
|         |              |      |     |       |      |        |          |          |        |            |
| ۱ (پ‌آ۲) | آگویلا       | ۶    | ۳   | ۲     | ۱    | ۱۱     | ۳        | ۸+       | ۱۱     | بازی برگشت |
| ۲ (پ‌آ۲) | موتاگوا      | ۶    | ۲   | ۳     | ۱    | ۱۱     | ۸        | ۳+       | ۹      | بازی رفت   |

### خلاصه
بازی‌های رفت در ۲۲ و ۲۳ اکتبر و بازی‌های برگشت در ۲۹ و ۳۰ اکتبر ۲۰۲۴ برگزار شدند.
| تیم ۱        | نتیجه نهایی | تیم ۲   | بازی رفت | بازی برگشت |
| ------------ | ----------- | ------- | -------- | ---------- |
| کامیونیکیشنس | ۲–۴         | ساپریسا | ۱–۱      | ۱–۳        |
| موتاگوا      | ۴–۲         | آگویلا  | ۲–۰      | ۲–۲        |

### مسابقات
| کامیونیکیشنس | ۱–۱   | ساپریسا  |
| ------------ | ----- | -------- |
| Casas ۵۷'    | گزارش | East ۶۳' |

| ساپریسا                            | ۳–۱   | کامیونیکیشنس |
| ---------------------------------- | ----- | ------------ |
| - Torres ۳۴' - East ۵۷' - Díaz ۷۵' | گزارش | Londoño ۸۳'  |

ساپریسا در مجموع ۴–۲ برنده شد و به مرحله اول جام قهرمانان کونکاکاف ۲۰۲۵ راه یافت.
| موتاگوا                     | ۲–۰   | آگویلا |
| --------------------------- | ----- | ------ |
| - Vega ۵' - A. Auzmendi ۱۶' | گزارش |        |

| آگویلا                    | ۲–۲   | موتاگوا                                |
| ------------------------- | ----- | -------------------------------------- |
| - Rivas ۳۱' - Medrano ۶۸' | گزارش | - Mejía ۵۴' - A. Auzmendi ۶۴' (پنالتی) |

موتاگوا در مجموع ۴–۲ برنده شد و به مرحله اول جام قهرمانان کونکاکاف ۲۰۲۵ راه یافت.

## نیمه نهایی
در مرحله نیمه نهایی، تیمی که عملکرد بهتری در تمام مراحل قبلی (مرحله گروهی و یک‌چهارم نهایی) داشته باشد، میزبان بازی برگشت بود.

| رتبه    | تیم         | بازی | برد | مساوی | باخت | گل زده | گل خورده | گل تفاضل | امتیاز | میزبان     |
| ------- | ----------- | ---- | --- | ----- | ---- | ------ | -------- | -------- | ------ | ---------- |
| ۱ (ن‌ن۱) | آلاخولنسه   | ۶    | ۵   | ۱     | ۰    | ۱۴     | ۸        | ۶+       | ۱۶     | بازی برگشت |
| ۲ (ن‌ن۱) | آنتیگوا     | ۶    | ۳   | ۳     | ۰    | ۱۰     | ۳        | ۷+       | ۱۲     | بازی رفت   |
|         |             |      |     |       |      |        |          |          |        |            |
| ۱ (ن‌ن۲) | هردیانو     | ۶    | ۳   | ۳     | ۰    | ۶      | ۳        | ۳+       | ۱۲     | بازی برگشت |
| ۲ (ن‌ن۲) | رئال استیلی | ۶    | ۳   | ۲     | ۱    | ۸      | ۴        | ۴+       | ۱۱     | بازی رفت   |

### خلاصه
بازی‌های رفت در ۲۲ و ۲۴ اکتبر و بازی‌های برگشت در ۳۰ و ۳۱ اکتبر ۲۰۲۴ برگزار شدند.
| تیم ۱       | نتیجه نهایی | تیم ۲     | بازی رفت | بازی برگشت |
| ----------- | ----------- | --------- | -------- | ---------- |
| آنتیگوا     | ۰–۱         | آلاخولنسه | ۰–۱      | ۰–۰        |
| رئال استیلی | ۲–۲ (گ.ز.)  | هردیانو   | ۰–۰      | ۲–۲        |

### مسابقات
| آنتیگوا | ۰–۰   | آلاخولنسه |
| ------- | ----- | --------- |
|         | گزارش |           |

| آلاخولنسه     | ۱–۰   | آنتیگوا |
| ------------- | ----- | ------- |
| Parkins ۴۵+۴' | گزارش |         |

آلاخولنسه در مجموع ۱–۰ برنده شد و به فینال راه یافت.
| رئال استیلی | ۰–۰   | هردیانو |
| ----------- | ----- | ------- |
|             | گزارش |         |

| هردیانو                     | ۲–۲   | رئال استیلی      |
| --------------------------- | ----- | ---------------- |
| - Montes ۳' - Hernández ۳۰' | گزارش | Ochoa ۸۶'، ۹۰+۸' |

۲–۲ در مجموع. رئال استیلی با گل زده بیشتر در خانه حریف برنده شد و به فینال راه یافت.

## فینال
در فینال، تیمی که در تمام مراحل قبلی (مرحله گروهی، یک چهارم نهایی و نیمه نهایی) عملکرد بهتری داشته باشد، میزبان بازی برگشت بود.
| رتبه | تیم         | بازی | برد | مساوی | باخت | گل زده | گل خورده | گل تفاضل | امتیاز | میزبان     |
| ---- | ----------- | ---- | --- | ----- | ---- | ------ | -------- | -------- | ------ | ---------- |
| ۱    | آلاخولنسه   | ۸    | ۶   | ۲     | ۰    | ۱۵     | ۸        | ۷+       | ۲۰     | بازی برگشت |
| ۲    | رئال استیلی | ۸    | ۳   | ۴     | ۱    | ۱۰     | ۶        | ۴+       | ۱۳     | بازی رفت   |

### خلاصه
| تیم ۱       | نتیجه نهایی | تیم ۲     | بازی رفت | بازی برگشت |
| ----------- | ----------- | --------- | -------- | ---------- |
| رئال استیلی | ۲–۳         | آلاخولنسه | ۱–۱      | ۱–۲        |

### مسابقات
| رئال استیلی | ۱–۱   | آلاخولنسه           |
| ----------- | ----- | ------------------- |
| Vargas ۱۳'  | گزارش | Borges ۳۶' (پنالتی) |

| آلاخولنسه                | ۲–۱   | رئال استیلی  |
| ------------------------ | ----- | ------------ |
| - Angulo ۱۸' - Toril ۳۱' | گزارش | Medina ۹۰+۱' |

آلاخولنسه در مجموع ۳–۲ برنده شد و به یک‌هشتم نهایی جام قهرمانان کونکاکاف ۲۰۲۵ صعود کرد.